# Gabriels
Die Gabriels sind ein britisch-amerikanisches Soulpoptrio aus Los Angeles. Mit dem ersten Teil des Albums Angels & Queens hatten sie 2022 ihren Durchbruch in Großbritannien.

## Bandgeschichte
Der Sänger Jacob Lusk mit der markanten, hohen Stimme stammt aus Compton und wuchs mit Gospelmusik auf. Er sang in der Kirche und übernahm die musikalische Gottesdienstgestaltung. Er gehörte InNate Praise an, der Gospelgruppe von Nate Dogg. 2011 wurde er landesweit bekannt durch seine Teilnahme an American Idol, wo er den fünften Platz belegte. Danach wurde er Sänger und Chorleiter für den Backgroundgesang von Interpreten wie Diana Ross, Gladys Knight und Ledisi.
Ari Balouzian, klassisch ausgebildeter Musiker und Produzent aus dem San Fernando Valley, und Musiker und Produzent Ryan Hope aus England trafen 2016 bei der Suche nach Musik für einen Werbefilm auf Lusk. Nach der erfolgreichen Zusammenarbeit blieben sie weiter in Kontakt und begannen auch, gemeinsam Musik zu machen. Zwei Jahre später wurde aus einem Werbefilmsong mit Lusk als Sänger die erste Single Loyalty. Den Interpretennamen Gabriels für die Veröffentlichung wählten sie nach der St Gabriels Avenue in Hopes Heimatstadt Sunderland. Erst 2020 erschien die zweite Single In Loving Memory, mit der sie in Großbritannien erste Aufmerksamkeit erregten. Es folgte Love and Hate in a Different Time, das ihnen, auch Dank eines Gastauftritts in Elton Johns Rocket Hour, schließlich zu einem Plattenvertrag verhalf.
2021 veröffentlichten sie ihre ersten beiden EPs Love and Hate in a Different Time und Bloodline und hatten Fernsehauftritte bei Jools Holland in UK und Jimmy Kimmel in den USA. Ein vielgelobter Auftritt beim Glastonbury Festival und der Auftritt im Vorprogramm der Tour von Harry Styles brachte ihnen dann in England den endgültigen Durchbruch und ihre erste Albumveröffentlichung Angels & Queens, für die sie Grammy-Gewinner Mark Spears alias Sounwave als Produzent gewinnen konnten, schaffte im Herbst den Einstieg in die britischen Charts. Mit nur 7 Songs war es ein kurzes Album, ein zweiter Teil wurde für das folgende Frühjahr angekündigt. Beim Newcomer-Voting Sound of 2023 der BBC wurden sie zum Jahreswechsel auf Platz 5 gewählt.

## Mitglieder
- Jacob Ezekiel Lusk (* 23. Juni 1987 in Compton), Sänger
- Ari Hriar Balouzian (* in Los Angeles), Geige
  - Balouzian ist seit 2017 auch Mitglied des Art-Pop-Duos Midnight Sister zusammen mit Sängerin Juliana Giraffe
- Ryan Hope (* in Sunderland), Keyboard
  - Hope ist auch Regisseur von Musikvideos bekannter Interpreten wie Wiz Khalifa, Sam Smith und Zayn Malik[4]

## Diskografie
Alben
- Love and Hate in a Different Time (EP, 2021)
- Bloodline (EP, 2021)
- Angels & Queens – Part I (2022)

Lieder
- Loyalty (2018)
- In Loving Memory (2020)
- Love and Hate in a Different Time (2021)
- One and Only (2022)
- Angels & Queens (2022)